# Отежано дисање
Отежано дисање, губитак даха, недостатак ваздуха, диспнеја (енгл. Labored Breathing) је поремећај дисања који се карактерише повећаним напором и већим ангажовање мускулатуре грудног коша и праћено је стридором, и другим звучним манифестацијама.
У неким околностима, отежано дисање, мањег степена, може да буде нормална појава (нпр. у току напорног вежбања, нарочито код особа које не вежбају редовно), док је у многим другим ситуацијама, отежано дисање знак присуства значајних болести, које одмах треба да буду сагледане од стране лекара.

## Терминологија
Отежано дисање се разликује од кратког даха или диспнеје, по томе што је то осећај респираторног дистресса, а не физичка манифестација.
Ипак, многи аутори једноставно дефинишу диспнеју као отежано дисање без даљег прецизирања, што је може помешати са нпр. отежаним дисањем или тахипнејом (убрзано дисање). Отежано дисање је повремено такође укључено у дефиницију диспнеје. Међутим, у стандардној дефиницији, ови повезани знаци могу бити присутни истовремено, али не морају и нужно бити. На пример, код респираторног застоја услед примарног отказа респираторних мишића, пацијент, ако је свестан, може имати диспнеју, али је он без отежаног дисања или тахипнеје. Обрнуто, отежано дисање или тахипнеја могу се вољно изазвати чак и када нема диспнеје.

## Етиологија
Дисање је физиолошки процес који подразумева размену гасова између тела и спољашње средине. Педантно избалансиран систем у телу обезбеђује уредан процес дисања, испоручујући довољно кисеоника ткивима за производњу енергије и ефикасно уклањање угљен-диоксида. Упркос својој беспрекорној природи, дисање је подложно абнормалностима које оспоравају његову ефикасност. Отежано дисање може  значајно утицати на живот пацијента нарушавањем размене гасова, што доводи до смањеног снабдевања кисеоником и накупљања угљен-диоксида.
Отежано дисање поред потешкоћа које ствара због субјективног осећај недостатка ваздуха, карактерише се и појавом бола у току удисаја или издисаја, појаве стезање у грлу или грудима при дисању или осећаја опструкције у грлу која ограничава кретање ваздуха кроз дисајне путеве и плућа. Постоји безброј разлога (од тешке анафилаксе до напада акутне астме), и сви су они углавном опасни по живот.

### Уобичајени узроци
Отежано дисање има много различитих узрока међу којима су најзначајнији;
- Сметње у кретању ваздуха кроз горње дисајне путеве; нос, уста или грла могу изазвати отежано дисање.
- Срчана болести су чест узрок отежаног дисања, (нпр. ако срце није у стању да пумпа довољно крви потребне за снабдевање тела кисеоником)[9]
- Поремећаји циркулације (нпр. ако мозак, мишићи, или други органи у телу не добијају довољно кисеоника, ово стаење може изазвати појаву отежаног дисања.
- Душевни поремећаји, (нпр као што је страах или анксиозност...), могу изазвати отежано дисање.
- Поремећај ацидобазне равнотеже у крви (нпр. хипоксија)

### Специфични узроци
Специфични узроци отежаног дисања могу бити:
- Плућне болести
- Пушење цигарета
- Астма
- Емфизем плућа
- Коронарна артеријска болест
- Срчани удар (инфаркт миокарда)
- Интерстицијална болест плућа
- Запаљење плућа[10]
- Плућна хипертензија[11]
- Брзи успон на већу надморску висину, (мање кисеоника у ваздуху)
- Опструкција дисајних путева
- Присуство страног тела у дисајним путевима (нпр. аспирација желудачнок садржаја)
- Прашина и други штетни фактори из животне средине
- Алергије (нпр на синтетику, вуну, длаке, полен...)
- Срчана инсуфицијенција )
- Аритмије срца
- Неутренираност (нередовно вежбање)
- Гојазност
- Компресија и повреде грудног коша (повреде, краш синдром, бласт повреде итд.)
- Напади панике
- Вирусни коксакиа миокардитис[12]
- Бронхитис

## Манифестације
Отежано дисање се најчешће може манифестовати као;
- Хиперпнеја - брже и / или дубље дисање
- Тахипнеја - повећана стопа дисања
- Интензивно ангажовање додатне дисајне мускулатуре.[2]
- Увлачење грудних костију које се манифестује увлачењем коже око ребара и врха грудне кости.[8]